# Materia medica
Materia medica (łac.) – pojęcie z dziedziny farmacji. Obejmuje dwa znaczenia.
- Materia medica to naturalne surowce lecznicze stosowane do sporządzania leków; dzielą się one na:
  - materia medica vegetabilis – roślinne surowce lecznicze
  - materia medica animalis – zwierzęce surowce lecznicze
  - w niektórych ujęciach także surowce mineralne stosowane w lecznictwie – minerały i skały.
- W szerszym znaczeniu materia medica jest to także wszelka wiedza o surowcach naturalnych, i jako taka jest dziedziną pomocniczą dla nauk farmaceutycznych. Obejmuje zagadnienia z dziedziny: 
  - występowania, budowy i nazewnictwa roślin leczniczych (a więc botaniki farmaceutycznej) oraz zwierząt leczniczych;
  - sposobu pozyskania, oceny jakości i identyfikowania surowców leczniczych, będących organami lub wydzielinami roślin i zwierząt (a więc elementy zielarstwa i farmakognozji,
  - cechy organoleptyczne, farmakologiczne i chemiczne (skład chemiczny) surowców zielarskich (a więc elementy farmakologii i fitochemii),
  - sposoby wykrywania fałszerstw surowców leczniczych
  - sposoby sporządzania prostych preparatów leczniczych (leków naturalnych), a więc elementy receptury farmaceutycznej.

Rozkwit materia medica nastąpił w XIX w. Surowce lecznicze, ich cechy, pochodzenie i sposoby rozpoznawania, a także sporządzania z nich leków naturalnych są skrótowo opisane w farmakopeach, a szczegółowo w dyspensatoriach.